# Montenay
Montenay – miejscowość i gmina we Francji, w regionie Kraj Loary, w departamencie Mayenne.
Według danych na rok 1990 gminę zamieszkiwały 1433 osoby, a gęstość zaludnienia wynosiła 39 osób/km² (wśród 1504 gmin Kraju Loary Montenay plasuje się na 421. miejscu pod względem liczby ludności, natomiast pod względem powierzchni na miejscu 167.).